# Karl Hüttig
Karl Hüttig (Lebensdaten unbekannt) war ein deutscher Fußballspieler.

## Karriere
Hüttig gehörte dem Berliner FC des Nordens an, der im Jahr 1906 mit dem FC Norden-West Berlin zum FC Norden-Nordwest Berlin fusionierte. Die vom Märkischen Fußball-Bund organisierte Meisterschaft gewann er als Mittelfeldspieler mit seiner Mannschaft 1906 mit zwei Punkten vor dem bis dahin amtierenden Meister BTuFC Allemannia 90. Aufgrund dieses Erfolges war seine Mannschaft als Teilnehmer an der Endrunde um die Deutsche Meisterschaft qualifiziert. Doch zum Auftakt am 22. April 1906 verlor er mit ihr mit 1:9 beim VfB Leipzig, dem späteren Deutschen Meister.
In der vom Verband Brandenburgischer Ballspielvereine erstmals in zwei Gruppen ausgetragenen Berliner Meisterschaft 1920/21 war er für Vorwärts 90 Berlin in der Gruppe B aktiv, aus der sein Verein als Sieger hervorging. In den beiden Finalspielen am 8. und 15. Mai gegen den Sieger der Gruppe A, den BFC Preussen, blieb seine Mannschaft mit 2:1 im Hin- und mit 2:0 im Rückspiel siegreich. Damit war seine Mannschaft als Teilnehmer an der Endrunde um die Deutsche Meisterschaft berechtigt. In dieser stieß er – nach Siegen beim Stettiner SC am 22. Mai 1921 mit 2:1 und am 29. Mai 1921 in Berlin über den Duisburger SpV mit 2:1 n. V. im Viertel- und Halbfinale ins Endspiel vor, das am 12. Juni 1921 in Düsseldorf mit 0:5 gegen den 1. FC Nürnberg verloren wurde.

## Erfolge
- Zweiter der Deutschen Meisterschaft 1921
- Berliner Meister 1921
- Märkischer Meister 1906